# Église Saint-Christophe de Vianne
Pour les articles homonymes, voir Église Saint-Christophe.
L'église Saint-Christophe est un édifice religieux catholique du XIIe siècle, sis à Vianne, dans le département de Lot-et-Garonne, en France.

## Historique
Il existait déjà au XIIe siècle un village nommé Villelongue, avec son église romane dédiée à Notre-Dame qui était probablement l'église d'un prieuré. Villelongue dépendait du fief de Montgaillard dont les seigneurs de l'imposant château de Montgaillard étaient les Gontaut-Biron.
Au XIIIe siècle, Vianne de Gontaut-Biron a hérité du château de son père, Vital de Gontaut. Elle a transmis la seigneurie à son neveu Jourdain de l'Isle en 1275. C'est lui qui a fondé la bastide le 22 novembre 1284 par acte de paréage avec Édouard Ier d'Angleterre représenté par son sénéchal Jean de Grailly, en la nommant Vianne en hommage à sa tante.
Une travée a été ajoutée avec un nouveau portail au XIVe siècle. Le portail roman a été muré. Elle prend alors le nom d'église Saint-Christophe. Une chapelle est édifiée au nord de la nouvelle travée, probablement à la même époque.
Les religieux de la Grande-Sauve se sont installés dans le prieuré en 1395.
La sacristie a été réalisée au XVIe siècle.
On peut lire une date de travaux : 1792 dans l'avant-chœur. Des peintures sont faites en 1856 par Tarlas. L'église est restaurée sous la direction de l'architecte des Monuments historiques Henri Rapine en 1910 avec le rehaussement des murs et la réfection de la toiture.
L'église a été classée par liste au titre des monuments historiques en 1889, Le cimetière entourant l'église a été inscrit au titre des monuments historiques le 4 août 1943,.

## Description
L'église est à nef unique à cinq travées. L'emploi systématique du plein cintre et les caractères du style permettent de dater la construction de l'église primitive au commencement du XIIe siècle.
Le sanctuaire comprenant une travée du chœur et d'une abside est moins large que la nef. Le sanctuaire est surélevé par rapport à la nef. Trois fenêtre étroites éclairent le sanctuaire.
Le clocher est une tour carrée placée au-dessus de la première travée de la nef. Une seule fenêtre romane éclaire la nef. L'oculus percé dans la façade occidentale est de la seconde époque de construction.

## Vitraux
Les fenêtres ont été pourvues de vitraux réalisés par l'atelier du maître-verrier bordelais Henri Feur.

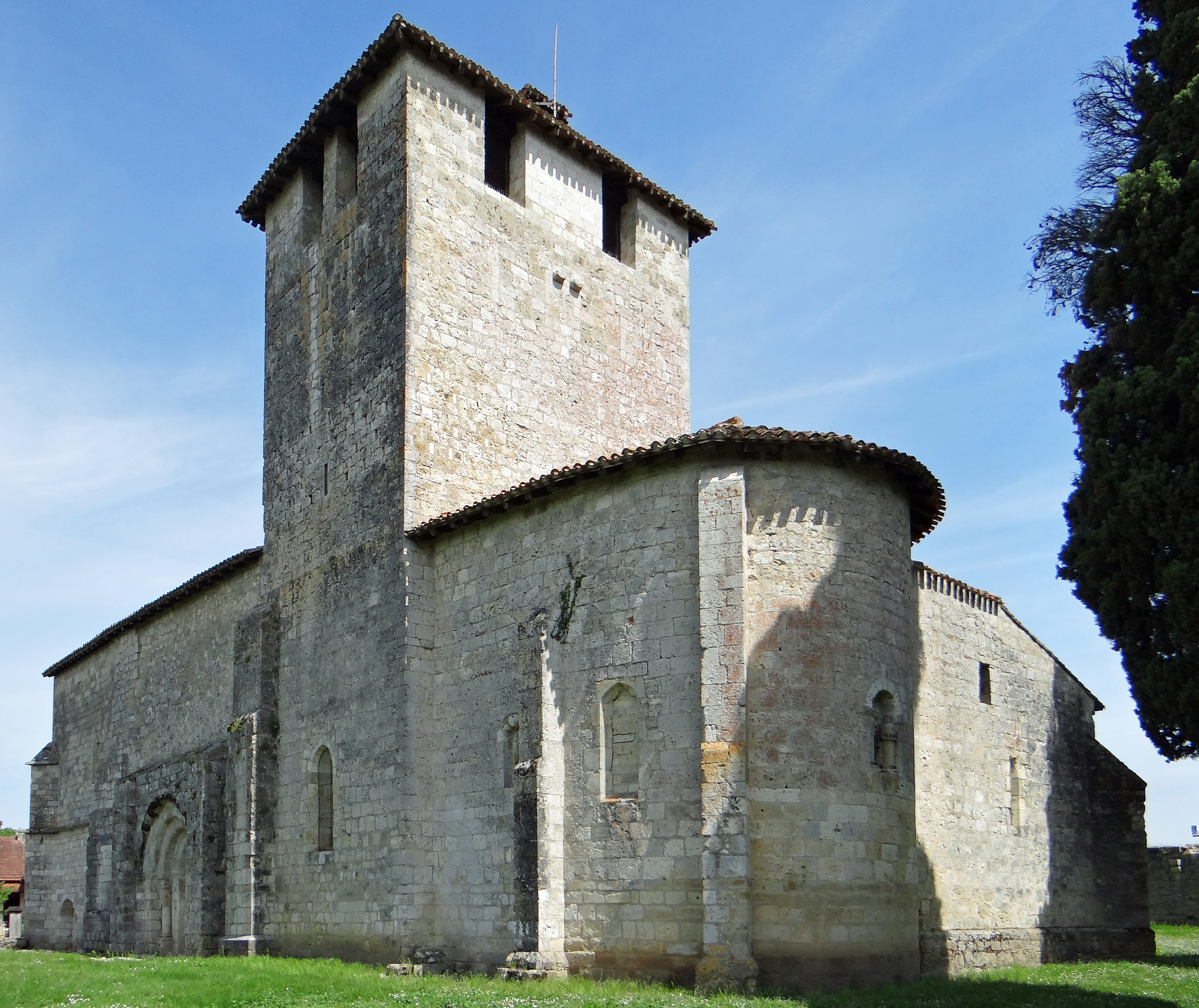
L'église vue depuis le chevet
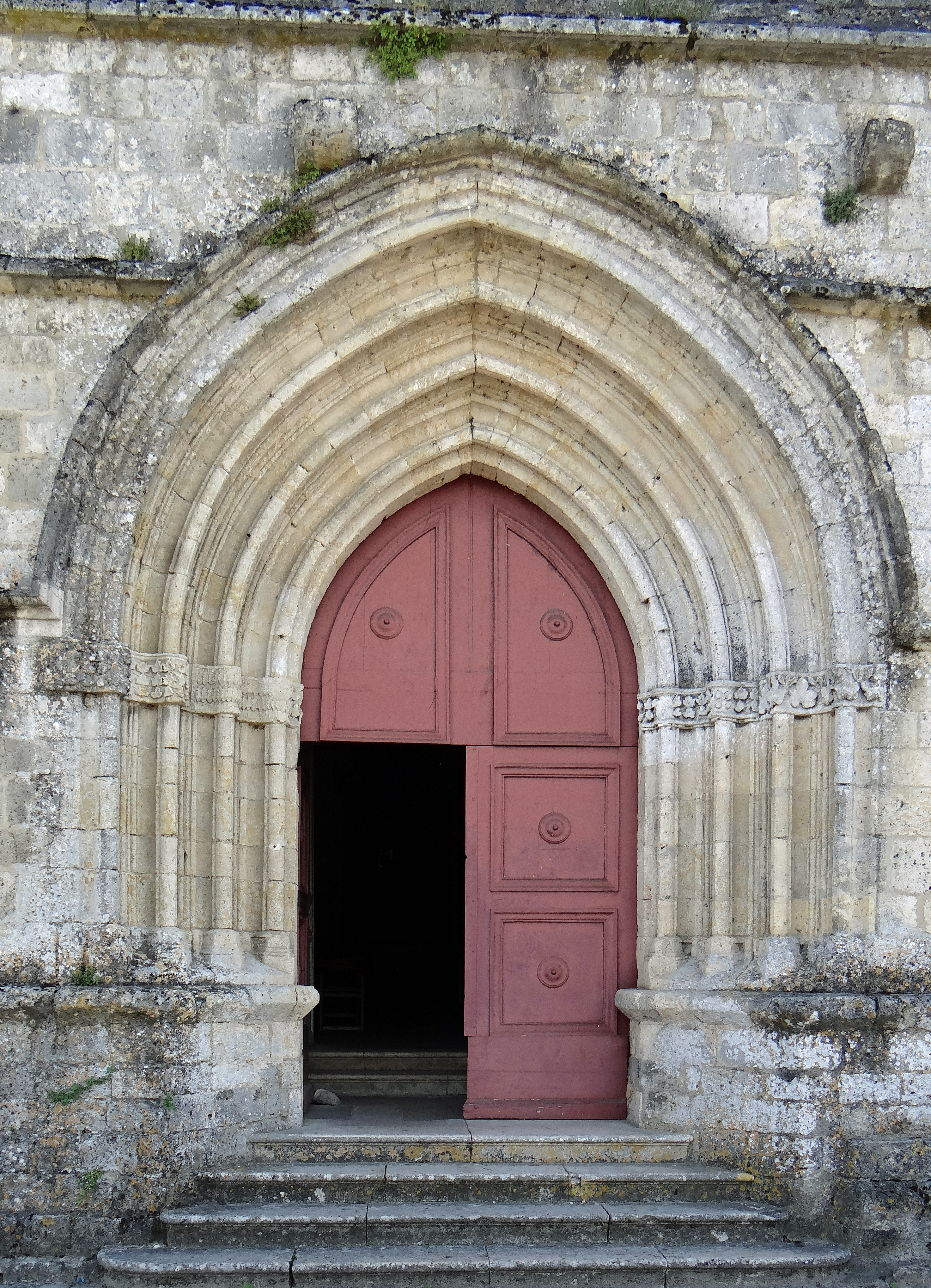
Portail gothique
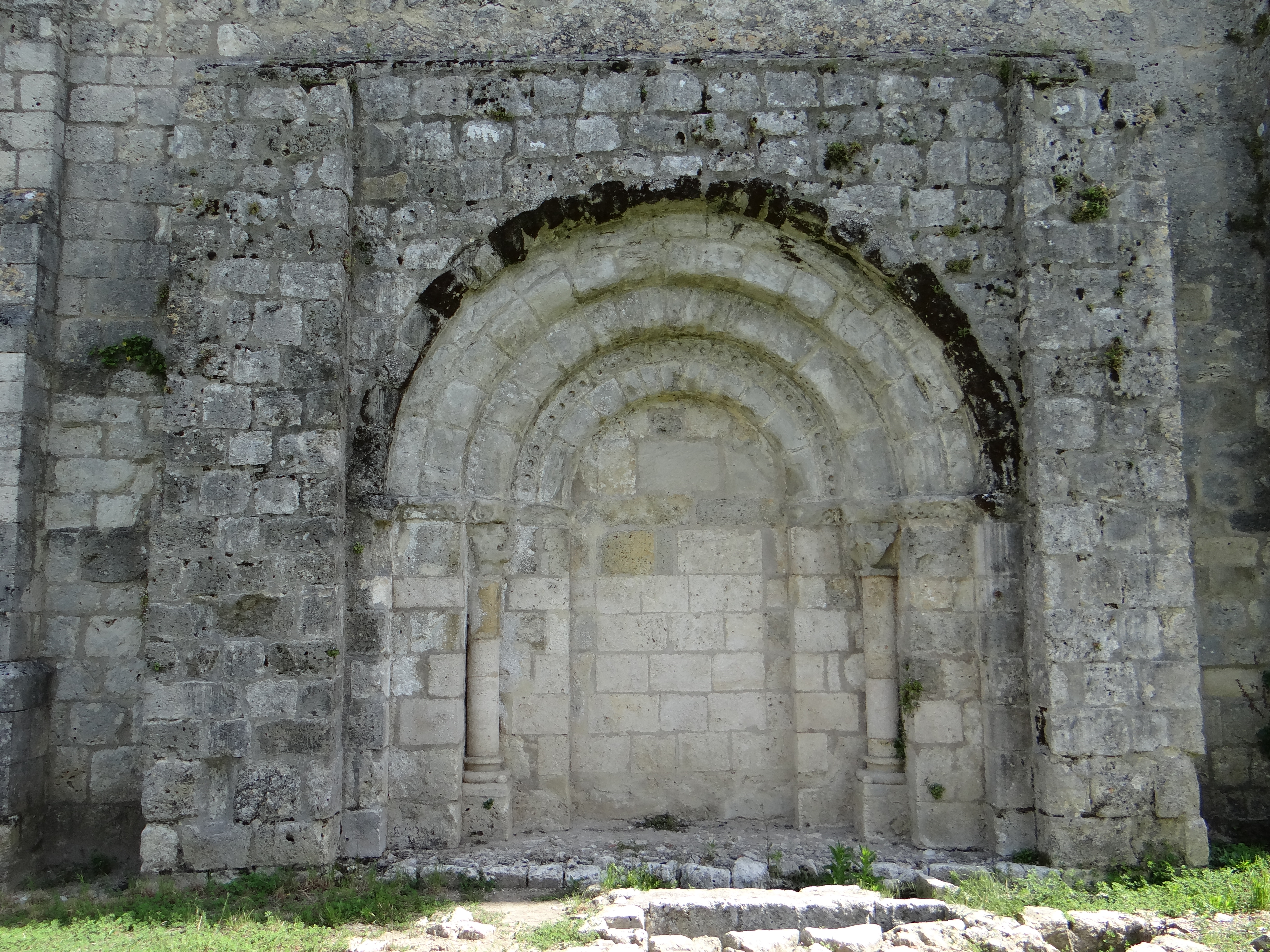
Ancien portail roman
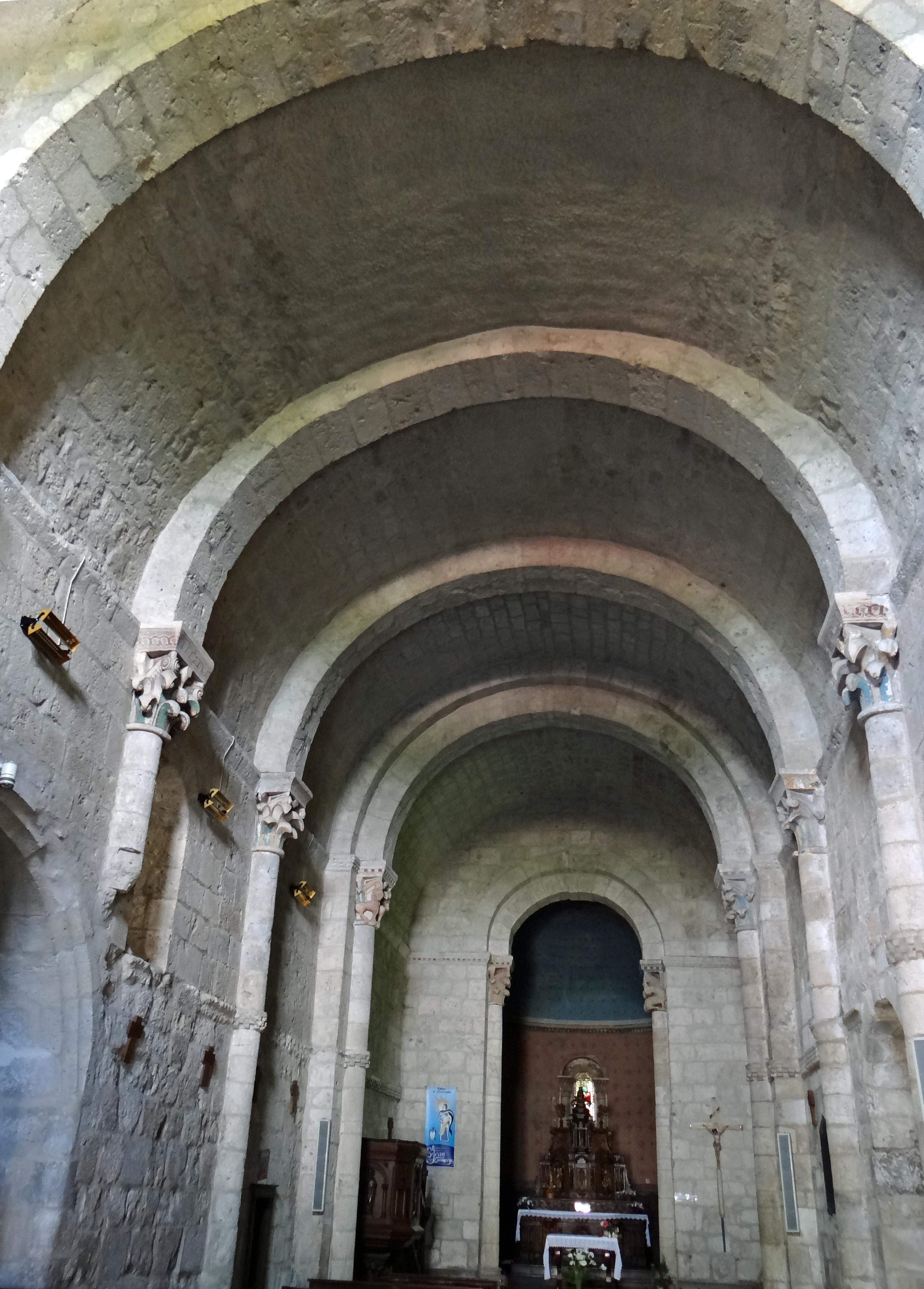
Nef
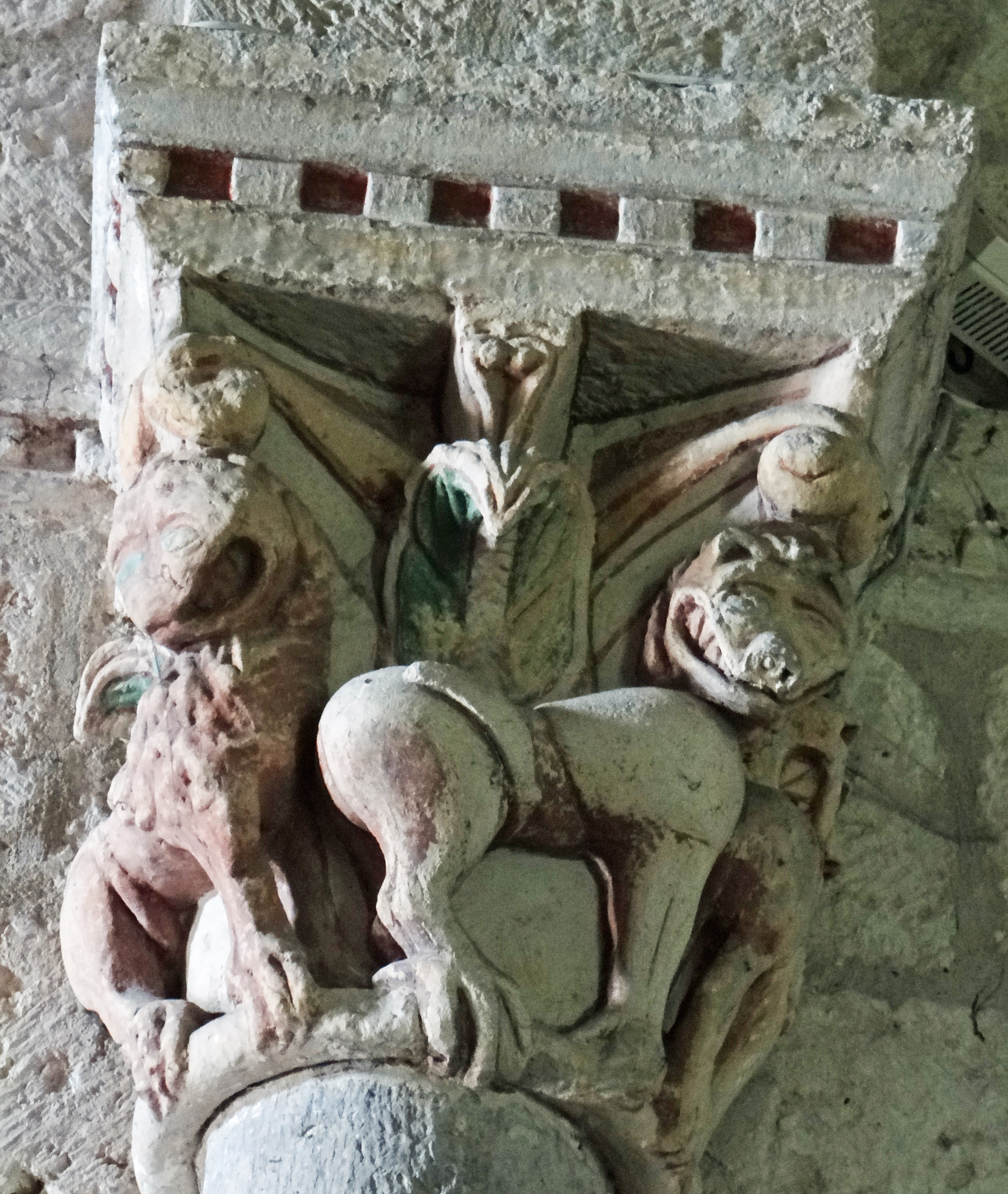
Chapiteau de la nef
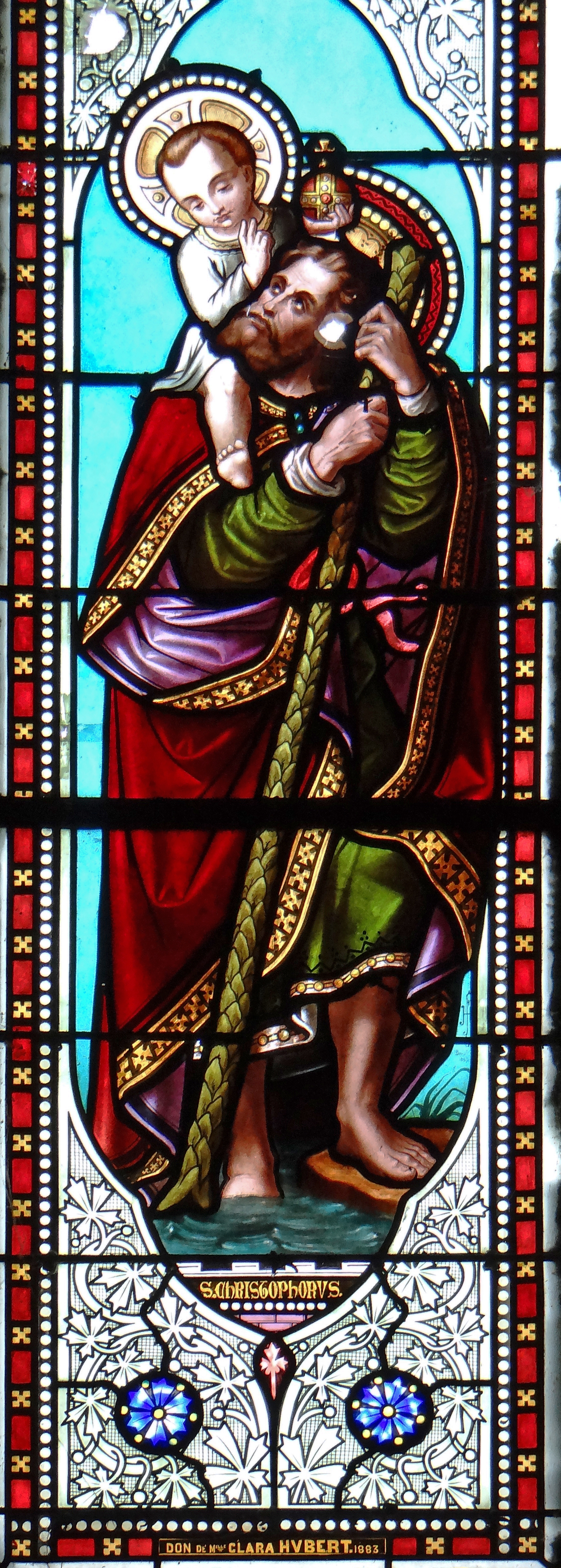
Vitrail représentant saint Christophe portant le Christ avec le monogramme d'Henri Feur